# Seznam ostrovů Antarktidy a subantarktické oblasti

Mapa Antarktidy s vyznačením 60. rovnoběžky a antarktické konvergence

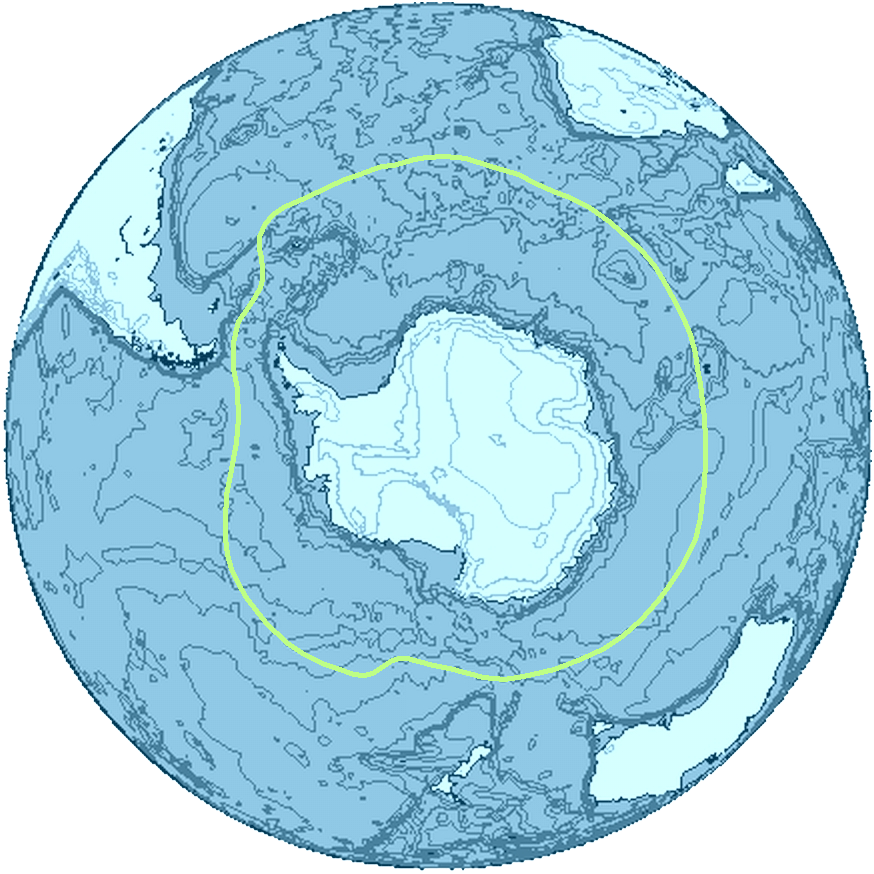
Zobrazení antarktické konvergence

územní nároky na antarktické území dle Antarktické smlouvy:
Argentina
Austrálie
Chile
Francie
Nový Zéland
Norsko
Spojené království

Toto je seznam ostrovů v Antarktidě a přilehlé subantarktické oblasti. Seznam ostrovů je rozdělen do několika geografických lokací dle umístění ostrovů vůči tzn. Antarktické konvergenci (rozhraní mezi Antarktidou a subantarkticktickou oblastí) a vůči 60. rovnoběžce jižní šířky, kterou je vymezen Jižní oceán.

## Ostrovy jižně od 60. rovnoběžky jižní šířky
Veškeré ostrovy a souostroví jižně od 60. rovnoběžky jižní šířky jsou zahrnuty do Antarktické smluvního systému. Formálně tedy nenáleží žádnému státu, nicméně v rámci územních nároků na Antarktidu si je nárokuje řada států.

### UAntarktického poloostrova
- Ostrov Alexandra I.
- Adelaidin ostrov
- Lavoisier Island
- Biscoeovy ostrovy
- Antverpský ostrov
- Brabantský ostrov
- Snow Island
- Deception Island
- Joinvilleův ostrov
- Half Moon Island
- Greenwich
- Bridgeman Island
- Bransfield Island
- Ostrov Jamese Rosse
- Devil Island
- Paulet Island
- d'Urville Island
- Francis Island
- Tonkin Island
- Jižní Shetlandy
  - Ostrov krále Jiřího
  - Livingstonův ostrov
  - Sloní ostrov
  - Smithův ostrov
  - Nelsonův ostrov
  - Robert Island
  - Clarence Island

### Západní polovina Antarktidy (odGreenwichského poledníkudo 180 z. d.)
- Berknerův ostrov
- Smyley Island
- Fletcher Island
- Farwell Island
- Nc Namara Island
- Johnson Island
- Carpenter Island
- Shermann Island
- Thurstonův ostrov
- Wright Island
- Carney Island
- Sipleův ostrov
- Dean Island
- Forrester Island
- Shepard Island
- Grant Island
- Cruzen Island
- Newman Island
- Driscoll Island
- Farmer Island
- Hannah Island
- Morris Island
- Przybyszewski
- Hutchinson Island
- Benton Island
- Noland Island
- Steventon Island
- Madden Island
- Moody Island
- Kizer Island
- Grinder Island
- Fischer Island
- Rooseveltův ostrov
- Dustin Island

### Východní polovina Antarktidy (odGreenwichského poledníkuna východ do 180 v. d.)
- White Island
- Gillock Island
- Leskovův ostrov
- Michajlovův ostrov
- Zavadovského ostrov
- Drygalského ostrov
- Bowman Island
- Coulman Island
- Rossův ostrov
- Black Island

### Vzdálenější ostrovy od pevninské Antarktidy
- Ballenyho ostrovy
  - Young Island
  - Buckle Island
  - Sturge Island
- Ostrov Petra I.
- Scottův ostrov
- Jižní Orkneje
  - Korunovační ostrov
  - Signy Island
  - Laurie Island
  - Powell Island

## Ostrovy severně od 60. rovnoběžky, jižně odAntarktické konvergence
- Jižní Sandwichovy ostrovy
  - Thule Island
  - Cook Island
  - Bellingshausen Island
  - Bristol Island
  - Montagu Island
  - Saunders Island
  - Candlemas Island
  - Vindlication Island
  - Vysokoj Island
  - Zavodovského ostrov
- Jižní Georgie
- Bouvetův ostrov
- Kergueleny
- Heardův ostrov a McDonaldovy ostrovy

## Ostrovy severně odAntarktické konvergence
- Falklandy
  - Východní Falkland
  - Západní Falkland
- Ostrovy Diega Ramíreze
- Macquarie
- Novozélandské subantarktické ostrovy
  - Aucklandovy ostrovy
  - Campbellovy ostrovy
  - ostrovy Protinožců
  - Bounty (souostroví)
  - ostrovy Snares
- Crozetovy ostrovy
  - Île aux Cochons
  - Île des Pingouins
  - Îlots des Apôtres
  - Île de la Possession
  - Île de l’Est
- Svatý Pavel
- Nový Amsterdam
- Marion
- Ostrov prince Edvarda
- Ostrov Stavů